# Království Ťin
Království Ťin (čínsky pchin-jinem Jìn, znaky zjednodušené 晋, tradiční 晉) bylo v období 11. století př. n. l. až 376 př. n. l. jedním z nejsilnějších států období čínských dějin známého jako období Jar a podzimů.
Leželo v oblasti dnešní provincie Šan-si Čínské lidové republiky. Ťin založil Tchang Šu-ju, potomek královské dynastie Čou. Na konci Období Jara a Podzimu se Ťin rozdělilo na tři samostatné státy: Chan, Čao a Wej. Toto rozdělení se někdy označuje také jako začátek Období válčících států; všechny tři totiž v tomto období hrály důležitou roli.